# Вевюрув (гміна Добришице)
Вевюрув (пол. Wiewiórów) — село в Польщі, у гміні Добришиці Радомщанського повіту Лодзинського воєводства.
Населення — 287 осіб (2011).
У 1975-1998 роках село належало до Пйотрковського воєводства.

## Демографія
Демографічна структура станом на 31 березня 2011 року:
|          | Загалом | Допрацездатний вік | Працездатний вік | Постпрацездатний вік |
| -------- | ------- | ------------------ | ---------------- | -------------------- |
| Чоловіки | 148     | 32                 | 97               | 19                   |
| Жінки    | 139     | 32                 | 79               | 28                   |
| Разом    | 287     | 64                 | 176              | 47                   |